# 3,4-Homotropiliden
3,4-Homotropiliden ist ein ungesättigter bicyclischer Kohlenwasserstoff, bei dem eine 1,4-Cycloheptadien-Einheit mit einem Cyclopropan-Ring anelliert ist.

## Darstellung
3,4-Homotropiliden erhält man durch Cyclopropanierung von Cycloheptatrien (Tropiliden). Nach einem Verfahren von Gaspar und Roth wird Tropiliden 1 in Gegenwart von Kupfer(I)-chlorid als Katalysator mit gasförmigem Diazomethan umgesetzt. Man erhält ein Gemisch von 3,4-Homotropiliden 2 und 1,2-Homotropiliden 3, das gaschromatographisch getrennt werden kann.

## Eigenschaften

### Thermische Umlagerung bei hoher Temperatur
Während sich 1,2-Homotropiliden bei 225 °C umlagert, ist das 3,4-Homotropiliden überraschend stabil. Erst bei einer Temperatur von 305 °C bildet sich Tetrahydropentalen:

### Degenerierte Cope-Umlagerung
Die auffallendste Eigenschaft des 3,4-Homotropiliden zeigt sich bei der Temperaturabhängigkeit des NMR-Spektrums. Bei tiefer Temperatur (−50 °C) ist das Spektrum gut aufgelöst mit einer ausgeprägten Feinstruktur für die Signale der jeweils vier Cyclopropyl- und Vinyl-H-Atome, bzw. der beiden aliphatischen H-Atome. Beim Erwärmen auf Zimmertemperatur wird das Spektrum diffuser und von den zehn Wasserstoffatomen sind nur noch die Vinyl-Wasserstoffatome klar zuzuordnen. Bei 180 °C bildet sich schließlich ein neues Spektrum heraus, bei dem die Signale für die Vinyl-H-Atome nur noch die halbe Fläche einnehmen und die Cyclopropyl-H-Atom-Signale ganz verschwunden sind.
Diese Beobachtung kann auf eine degenerierte Cope-Umlagerung zurückgeführt werden:
Bei hoher Temperatur vertauschen die Wasserstoffatome ihren Platz so schnell, dass man in NMR-Spektrum die Mittelwerte der Signale beobachtet. Für dieses Verhalten wurde der Begriff „fluktuierende Struktur“ geprägt.
3,4-Homotropiliden kann sowohl eine transoide Konformation (1) als auch eine cisoide Konformation (2)einnehmen. Die transoide Konformation ist thermodynamisch begünstigt, jedoch wesentlich ungünstiger für die Cope-Umlagerung, verglichen mit der cisoiden Konformation. Der Cope-Umlagerung (B) beim 3,4-Homotropiliden ist daher eine Konformationsumkehr (A) von der cis- in die trans-Konformation vorgelagert. Nach der Cope-Umlagerung liegt das Molekül wieder in der cis-Konformation vor und steht erneut im Gleichgewicht mit der trans-Konformation:
Man kann abschätzen, dass ein 3,4-Homotropiliden-Molekül bei 180 °C etwa tausendmal in der Sekunde eine Cope-Umlagerung eingeht und bei −50 °C etwa einmal pro Sekunde.

## Verbindungen mit 3,8-Homotropiliden-Strukturelement
Wird die cis-Konformation der 3,4-Homotropiliden-Struktur durch den Einbau einer Brücke zwischen der Cyclopropyl- und der aliphatischen Position erzwungen, so verläuft auch die Cope-Umlagerung deutlich schneller. Beispiele für weitere Verbindungen mit einer fluktuierenden Struktur sind Barbaralan, Barbaralon und Semibullvalen:
|            |            |               |
| Barbaralan | Barbaralon | Semibullvalen |

Wird das 3,4-Homotropiliden mit einer weiteren Doppelbindung überbrückt, so erhält man das Bullvalen, ein hochsymmetrisches Molekül mit drei 3,4-Homotropiliden-Einheiten. Durch aufeinanderfolgende degenerierte Cope-Umlagerungen ergeben sich rund 1,2 Millionen Valenzisomere, bei denen jedes der zehn Kohlenstoffatome jede beliebige Position im Molekül einnehmen und mit jedem anderen Kohlenstoffatom verknüpft sein kann: